# Grote Oost (Hoorn)
De Grote Oost (lokaal ook wel het Grote Oost genoemd) is een straat in de Noord-Hollandse stad Hoorn. De Grote Oost is een van de eerste straten van de stad. De straat loopt over (een deel van) de Westfriese Omringdijk en ligt dan ook hoger dan de rest van de binnenstad. In 1420 werd de straat (de Ooststraat) voor het eerst met stenen geplaveid.
Aan de Grote Oost bevinden zich tientallen rijksmonumenten, meestal de voorname huizen uit de 17e en 18e eeuw van welgestelde regentenfamilies van Hoorn. Daarnaast bevindt zich ook de Ooster- of Sint-Antoniuskerk aan deze straat, dit is een van de twee gotische kerken van de stad.